# Haemonchus contortus
Lo Haemonchus contortus è un verme parassita nematode che infesta l'abomaso dei ruminanti ed in particolare a quelli appartenenti al genere ovis e capra.
È il parassita che crea i maggiori danni economici a livello mondiale nell'allevamento di capre e pecore. Studi inerenti al problema hanno individuato che la pecora rossa Masai conosciuta anche come pecora Tanganica è particolarmente resistente al parassita e quindi adatta ad essere incrociata con altre razze per contenere le infestazioni.

## Morfologia

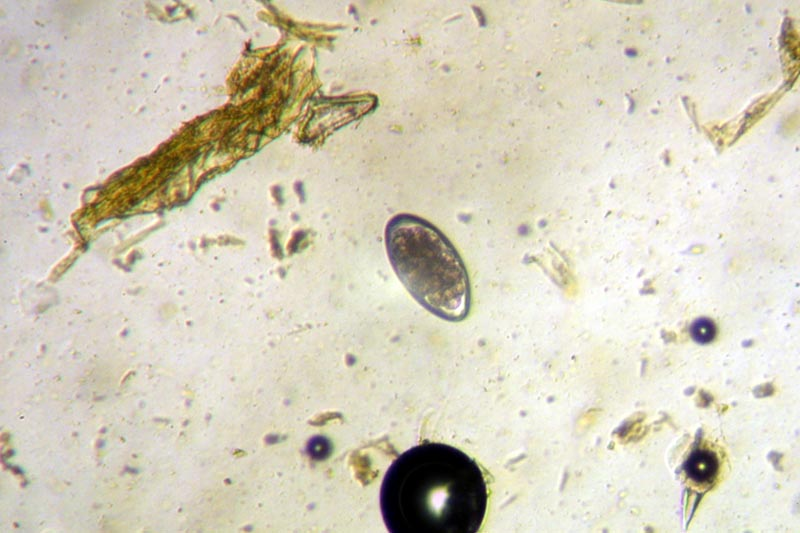
Uovo di Haemonchus contortus

I vermi adulti di sesso maschile sono lunghi  10-20 mm, più piccoli delle femmine, che variano tra i 20 e i 30 mm. Il corpo biancheggiante della femmina è ben caratterizzato dall'intestino rosso che l'avvolge ed è per questo che in lingua inglese è anche chiamato "barber's pole worm" (verme palo del barbiere). Possiede un esofago capillare e si nutre del sangue dell'ospite dopo aver perforato la mucosa gastrica. La sua spiccata ematofagia comporta, per gli animali più colpiti, una forte anemia che può condurre anche alla morte. Un ospite infestato da 5.000 H. contortus può perdere fino a 250 ml di sangue al giorno.
La diagnosi è effettuabile tramite la ricerca di uova nelle feci. Le femmine sono capaci di deporre anche 10.000 uova al giorno, che vengono poi espulse dall'animale ospite tramite le feci. Le uova si diffondono sui terreni, contaminandoli, ed infetteranno altri animali che poi pascoleranno su quei terreni attraverso l'erba. Questi vermi si diffondono soprattutto nei mesi estivi in quanto preferiscono il caldo umido: infatti sono diffusi principalmente nelle aree tropicali e subtropicali. Il parassita è endemico anche in alcune zone europee, come in Russia ed in Italia.